# XV. Benedek pápa
XV. Benedek pápa, (Giacomo Paolo Battista della Chiesa), (Genova, 1854. november 21. – Róma, 1922. január 22.) a 258. pápa 1914-től haláláig.
Egy hónappal az első világháború kitörése után gyűlt össze a konklávé. A 65 szavazásra jogosult bíborosból 60 személy vett részt a pápaválasztáson. Augusztus 31-től szeptember 3-ig tartott a konklávé, melyen végül – a politikai helyzet okán – diplomata pápát választottak. Giacomo Della Chiesa bíboros a XV. Benedek nevet vette fel Lambertini bíboros tiszteletére, mert két századdal korábban ő is Bologna érseke volt, és pápaként a XIV. Benedek nevet viselte.

## Élete a pápaság előtt
1875-ben letette a jogi doktorátust. 1878-ban szentelték pappá, és még négy évig tanult az Accademia dei Nobilin, majd felvételt nyert a Rendkívüli Ügyek Kongregációjába. 1883 és 1887 között Mariano Rampolla del Tindaro bíboros mellett Madridban töltött diplomáciai szolgálatot. Rampolla államtitkári kinevezése után követte őt az Államtitkárságra. 1901-ben helyettes államtitkár lett. Az intenzív diplomáciai tevékenysége mellett lelkipásztor volt a S. Eustachio-templomban. 1907-ben X. Piusz pápa Bologna érsekévé nevezte ki, majd 1914-ben bíborosi méltóságra emelte.

## Pápasága

### Külső egyházpolitikája

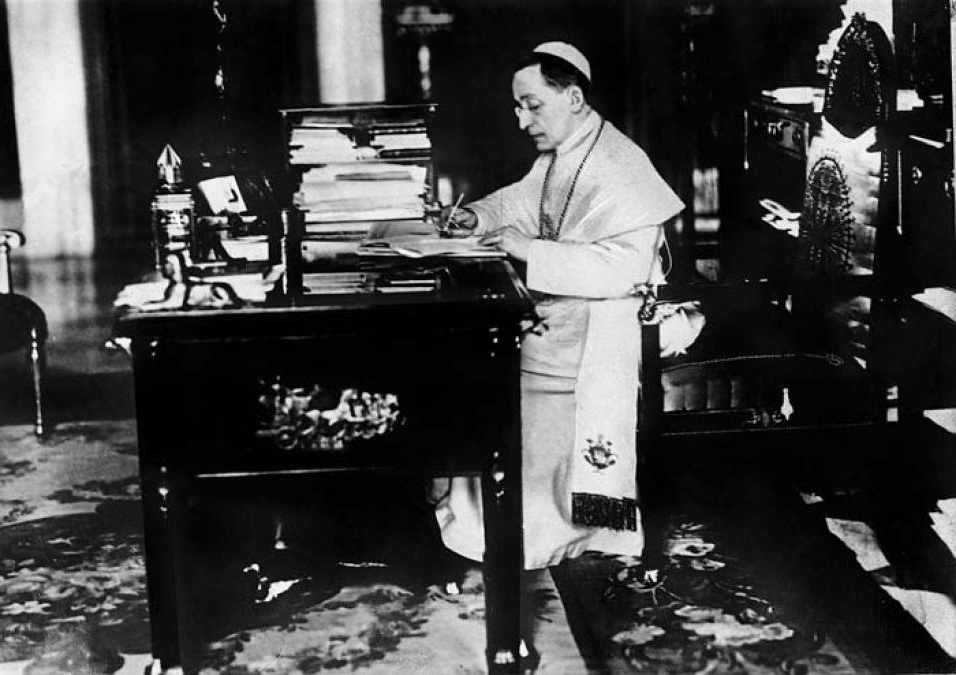
XV. Benedek pápa íróasztalánál

Programadó enciklikája, az Ad beatissimi apostolorum principis (1914) egyik része a világi társadalomnak, másik része a római katolikus egyháznak szólt. A világi társadalomnak a pápa békefelhívást intézett. Az egyházról szóló részben rögzítette pápasága célkitűzéseit. Megerősítette a modernizmus minden megjelenési formájának elítélését. Másik célkitűzése a papság képzése volt.

#### Az első világháborúban
Legnagyobb érdeme az volt, hogy az egyházat a világháború ideje alatt is kormányozni tudta és a Szentszék semlegességét sikerült megőriznie, de semmit nem tudott azért tenni, hogy feltartóztassa a háborút. Minden békefelhívása elfogadatlan maradt a háborúban részt vevő nagyhatalmak között. 1917-es békefelhívását Oroszország, Franciaország és Olaszország még csak válaszra sem méltatták. Az 1917-es kudarc után Benedek letett minden további békeközvetítői próbálkozásáról és a háború utolsó szakaszában már csendben maradt. A Párizsban tartott béketárgyalások során a Szentszéket kizárták. Bár a Szentszék diplomáciai tevékenységei kudarcba fulladtak, humanitárius lépései hatalmas méreteket öltöttek. A háború alatt a Vatikánnak sikerült a foglyoknak és a sebesülteknek segítenie. A pápa segélyezése nem tett különbséget sem vallási, sem nemzeti azonosság szerint. Az örmények 1921-ben szobrot állítottak Benedeknek Isztambulban, mivel az örmény népirtáskor egyedül XV. Benedek szólalt fel értük. Svájcban foglyokat sikerült kicserélni, közel 100 ezer sebesültön segített, az egész katolikus világban pénzgyűjtést szervezett és a Vatikán 82 millió aranylírát fordított saját vagyonból a sebesültek, az árva gyermekek és a foglyok megsegítésére. A német püspöki karnál működő központok 800 ezer kérést teljesítettek, míg az állami hivatalok nem voltak képesek semmilyen közlést nyújtani, a papi hivatalok az eltűntek nyolcadát tudták azonosítani.

#### Az olasz kérdés
A háború során, annak következtében ismét kiéleződött a római kérdés. Bár Olaszország az ellenséges államok vatikáni követeinek szabad működését garantálta, azok inkább Svájcba távoztak. Jóllehet az olasz kormány elérte, hogy titkos egyezménnyel kizárják a Vatikánt a háború utáni rendezésből, a háborút követően mégis megindult a közeledés a Szentszék és az olasz állam között. A Vatikán nem tiltotta a katolikus államfőknek az olasz királynál tett látogatást és lehetővé tette az olasz katolikusok politikai tevékenységét, illetve hozzájárult katolikus politika párt, a Partito Popolare Italiano létrejöttéhez.

### Belső egyházpolitikája

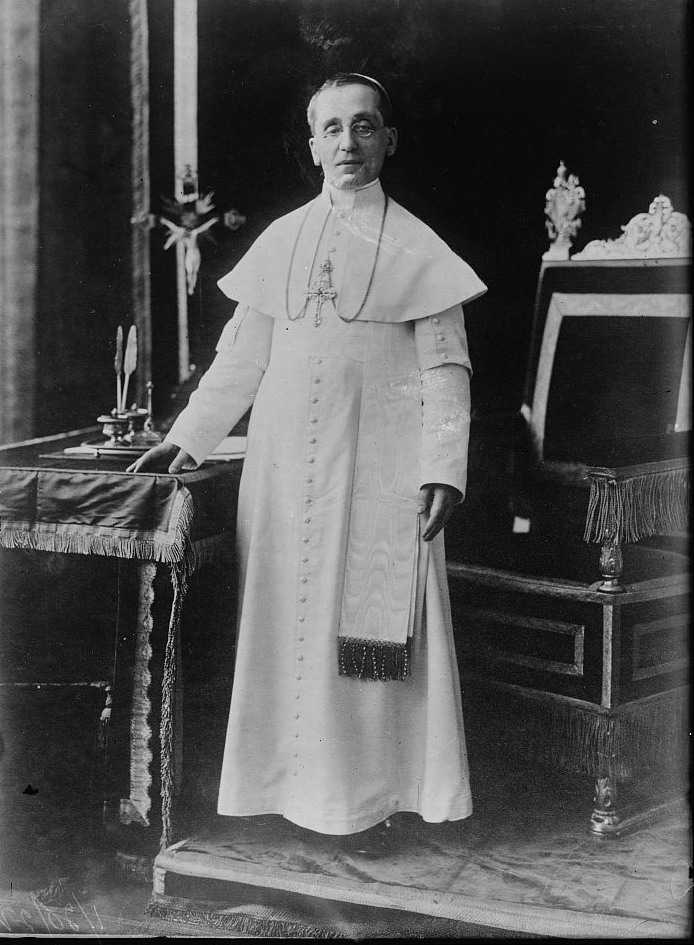
XV. Benedek pápa (1914–1922)

XV. Benedek 1917. május 20-án a Providentissima Mater Ecclesia enciklikájával tette közzé Kánonjogi Kódexét. Folytatta a modernizmus elleni harcot. 1915-ben megalapította a Szemináriumok és Egyetemek Kongregációját. A missziós apostolkodásról a Maximum illud enciklikát írta. 
1916. február 25-én kiterjesztette az egyetemes Egyházra az imanyolcadot. 1917-ben megalakította a Keleti Egyházügyi Kongregációt. Diplomáciai tevékenysége alatt a meglévő 14 konkordátum száma 26-ra emelkedett. A legfontosabbat közülük Franciaországgal kötötte, melyben az évekig tartó viszály után helyreállította a hivatalos diplomáciai kapcsolatokat a Vatikánnal.
32 bíborost, 8 érseket, 26 püspököt, 28 pápai helynököt és 8 apostoli prefektust nevezett ki. Megünnepeltette Dante halálának 600-adik és Guzmán Szent Domonkos születésének 700-adik évfordulóját. Szentté avatta Alacoque Szent Margitot és Jeanne d’Arcot.
1922 januárjában tüdőgyulladásban halt meg.

## Lásd még
XV. Benedek pápa enciklikái

## Művei
- Documenta Catholica Omnia (latin nyelven). Cooperatorum Veritatis Societas. (Hozzáférés: 2011. december 6.)

## Külső hivatkozások
- http://papak.5mp.eu/web.php?a=papak&o=wMjl09u7n1
- XV. Benedek a Vatikán honlapján

| Előző pápa: X. Piusz | Római pápa 1914 – 1922 | Következő pápa: XI. Piusz |